# Michael Marcel
Michael Marcel (* 3. Februar 1988 in der Bronx, New York City, New York) ist ein US-amerikanischer Schauspieler.

## Leben
Michael Marcel ist der Sohn von Marcella und Douglas Johnson. Er entwickelte schon in sehr jungen Jahren großes Interesse an der Schauspielerei. Er begann seine Karriere als Theaterdarsteller, fand allerdings schnell den Weg in Fernseh- und Filmproduktionen. Er debütierte 2008 als Filmschauspieler im Kurzfilm The Tree. Im Folgejahr war er im Kurzfilm Closet und im Spielfilm 21 and a Wake-Up zu sehen. In den nächsten Jahren folgten überwiegend Besetzungen in weiteren Kurzfilmen und Nebenrollen in verschiedenen Spielfilmen. Zudem übernahm er Episodenrollen in den Fernsehserien Mann and Wife und Vengeance. 2017 hatte er eine größere Rolle in Alien Convergence – Angriff der Drachenbiester, 2018 folgten weitere Besetzungen in den B-Movies Attack from the Atlantic Rim 2 – Metal vs. Monster und Avengers Grimm 2 – Time Wars. 2021 war Marcel in einer Episode der Fernsehserie Ein besonderes Leben zu sehen.

## Filmografie (Auswahl)
- 2008: The Tree (Kurzfilm)
- 2009: Closet (Kurzfilm)
- 2009: 21 and a Wake-Up
- 2012: The People I've Slept With
- 2013: Douglass U
- 2014: Sect (Kurzfilm)
- 2014: Dianetics (Kurzfilm)
- 2014: Choice Flow (Kurzfilm)
- 2015: Mann and Wife (Fernsehserie, Episode 1x07)
- 2015: The Price We Pay (Kurzfilm)
- 2016: Vengeance (Fernsehserie, Episode 1x01)
- 2016: Evil Nanny (Fernsehfilm)
- 2016: Refugee's (Fernsehfilm)
- 2017: Dating & Waiting (Kurzfilm)
- 2017: Alien Convergence – Angriff der Drachenbiester (Alien Convergence)
- 2018: Attack from the Atlantic Rim 2 – Metal vs. Monster (Atlantic Rim: Resurrection)
- 2018: Edge of Isolation
- 2018: Avengers Grimm 2 – Time Wars (Avengers Grimm: Time Wars)
- 2019: Sanador: The Healer
- 2019: The Donors (Fernsehserie, Episode 1x06)
- 2019: A Brother's Honor
- 2019: The Chadwick Journals (Fernsehserie, 2 Episoden)
- 2020: Mirror Site (Kurzfilm)
- 2021: Ein besonderes Leben (Special, Fernsehserie, Episode 2x05)
- 2021: War of the Worlds – Die Vernichtung (War of the Worlds: Annihilation)
- 2022: Kilian's Game (Kurzfilm)
- 2022: Shark Side of the Moon
- seit 2022: Sistas (Fernsehserie)
- 2022: If Only (Kurzfilm)